# Luigi Accattatis
Luigi Accattatis (Cosenza, 2 novembre 1838 – Bianchi, 8 giugno 1916) è stato uno storico e lessicografo italiano.

## Biografia
Dedicatosi agli studi eruditi, divenne socio dell'Accademia Cosentina nel 1858, ad appena venti anni di età. Collaborò a numerosi periodici (L'era nuova, Il Gravina, Il Crati, Il Contadino calabrese). Nel 1869 uscì il primo volume della Biografie degli Uomini Illustri Calabresi; l'opera, in quattro volumi, fu completata nel 1877. Nel 1879 divenne preside del ginnasio di Scigliano, il paese di origine della sua famiglia. Lo stesso anno a Scigliano fondò un'Accademia scientifico-letteraria, impiantò una tipografia e nel 1882 fondò il giornale L'Eco del Savuto. Nel 1884 ritornò a Cosenza dove, due anni dopo, fu eletto presidente dell'Accademia Cosentina.
Nel 1890 si trasferì a Bianchi, un paese della Sila, dove si dedicò alla redazione della sua opera più importante, il Vocabolario Calabrese, pubblicato negli anni 1895-98 e contenente anche informazioni relative alla storia, alla geografia e al folclore dei casali di Cosenza. L'ultima opera di Luigi Accattatis, uno studio sulla produzione poetica di Tommaso Campanella, uscito sulla rivista Cronaca dì Calabria, venne pubblicato in volume nel 1908 con il titolo «Campanella poeta. Studio sul Canzoniere di fra Tommaso Campanella».

## Opere
- Il monastero di Corazzo, canto di Luigi Accattatis. Cosenza, Tipi Migliaccio, 1852
- Discorso inaugurale pronunciato all'apertura del Comizio Agrario del Circondario di Cosenza dal rappresentante Luigi Accattatis il di 13 gennaio 1868. Cosenza, Tip. municipale, 1868
- Biografia di Giambattista Marzano: opera del prof. Luigi Accattatis. Cosenza, tip. Migliaccio, 1877
- Le biografie degli uomini illustri delle Calabrie. Cosenza, dalla tip. Municipale (poi: dalla tip. della Redenzione, e poi dalla tip. Migliaccio), 1869-1877 (ristampa anastatica A. Forni, 1977) - (Google books)
- L'Accademia Cosentina nei tre secoli e mezzo della sua esistenza: Conferenza letta nella solenne tornata accademica del 14 marzo 1890. Cosenza, tipografia del giornale La Lotta, 1891
- Vocabolario del dialetto calabrese: Casalino-Apriglianese, compilato da Luigi Accattatis e diviso in due parti. Castrovillari, dai tipi di F. Patitucci, 1895-1897
- Vocabolario calabro-italiano e viceversa, compilato dal Prof. Luigi Accattatis. Castrovillari, dai tipi di Francesco Patitucci, 1898 (Ristampe: Vocabolario del dialetto calabrese: opera in 3 volumi, Cosenza, Casa del libro, 1963; Vocabolario del dialetto calabrese: Casalino - Apriglianese, compilato da Luigi Accattatis e diviso in due parti. Cosenza, Pellegrini, 1977)
- Reminiscenze patrie: conferenza letta nella inaugurazione della società operaia di Scigliano, addì gennaio 1905. Cosenza, Raffaele Riccio, 1905; ristampa anastatica, Cosenza, Brenner, 2004
- Campanella poeta: studio sul canzoniere di fra Tommaso Campanella. Cosenza, Tipografia della "Cronaca di Calabria", 1908